# Agrias paulus
Agrias paulus är en fjärilsart som beskrevs av Otto Staudinger 1886. Agrias paulus ingår i släktet Agrias och familjen praktfjärilar. Inga underarter finns listade i Catalogue of Life.